# Хвалов зборник
Хвалов зборник је средњовјековна рукописна књига из Босне, а написао га је крстјанин Хвал за херцега сплитског и војводу босанског, Хрвоја Вукчића Хрватинића 1404. године. Данас се ова књига чува у Универзитетској библиотеци у Болоњи у Италији, а библиотеци га је поклонио папа Бенедикт XIV.